# St. Mauritius (Grüningen)

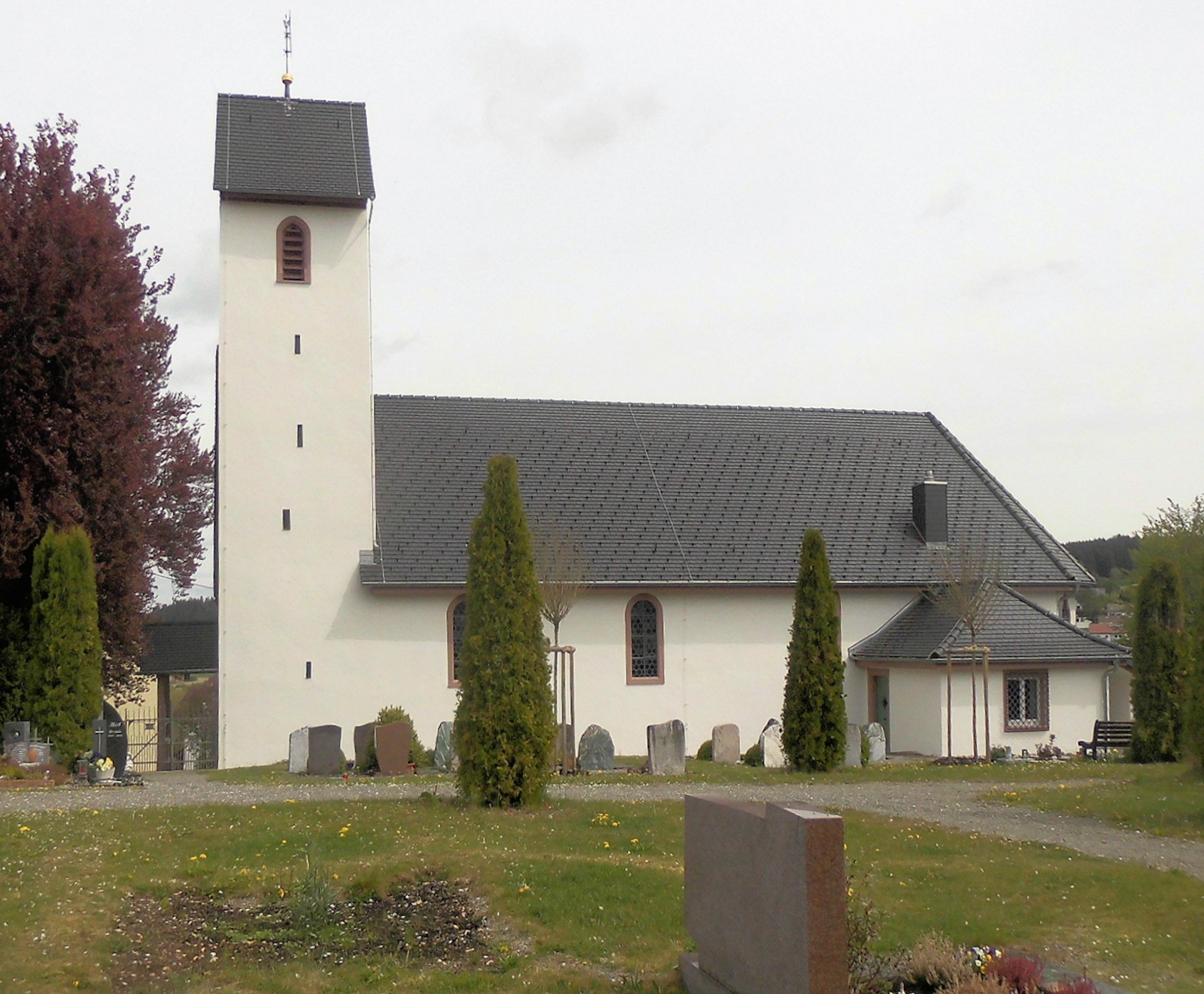
St. Mauritius in Grüningen

Die römisch-katholische Pfarrkirche St. Mauritius steht in Grüningen, einem Gemeindeteil der Stadt Donaueschingen im Schwarzwald-Baar-Kreis in Baden-Württemberg. Die Kirchengemeinde gehört zum Erzbistum Freiburg. Die Kirche ist beim Landesamt für Denkmalpflege Baden-Württemberg als Baudenkmal eingetragen.

## Beschreibung
Das im Osten dreiseitig geschlossene Langhaus wurde 1306 erbaut. Im 16. Jahrhundert wurden Bogenfenster eingebaut. Der mit einem Satteldach bedeckte Kirchturm im Westen, der mit der Südwand des Langhauses fluchtet, wurde erst 1932 errichtet. In seinem obersten Geschoss steht der Glockenstuhl mit vier Glocken. Der Innenraum des Langhauses ist mit einer Flachdecke überspannt. Die Orgel auf der Empore wurde 1893 als Opus 69 von Wilhelm Schwarz & Sohn gebaut.